# Juniorvärldsmästerskapet i ishockey 1986
Juniorvärldsmästerskapet i ishockey 1986, JVM i ishockey 1986, var den tionde upplagan av Juniorvärldsmästerskapet i ishockey som arrangerades av IIHF. 
Mästerskapet avgjordes i tre divisioner som A-, B- och C-JVM. Dessa divisioner spelades som tre turneringar:
A-JVM spelades i Toronto och Hamilton, Kanada, under perioden 26 december 1985 - 4 januari 1986.
B-JVM i Klagenfurt, Österrike, under perioden 13 - 22 mars 1986.
C-JVM i Gap, Frankrike, under perioden 22 - 27 mars 1986.
Sovjetunionen vann sitt sjunde juniorvärldsmästerskap, Kanada erövrade silvermedaljerna och USA bronsmedaljer. Detta var de första medaljerna för amerikanarna i denna turnering. USA, Sverige och Tjeckoslovakien hamnade alla på åtta poäng i kampen om bronsmedaljerna.
| A-JVM 1986 | A-JVM 1986      |
| ---------- | --------------- |
| Guld       | Sovjetunionen   |
| Silver     | Kanada          |
| Brons      | USA             |
| 4.         | Sverige         |
| 5.         | Tjeckoslovakien |
| 6.         | Finland         |
| 7.         | Schweiz         |
| 8.         | Västtyskland    |

| B-JVM 1986 | B-JVM 1986    |
| ---------- | ------------- |
| 9.         | Polen         |
| 10.        | Norge         |
| 11.        | Österrike     |
| 12.        | Rumänien      |
| 13.        | Japan         |
| 14.        | Nederländerna |
| 15.        | Italien       |
| 16.        | Bulgarien     |

| C-JVM 1986 | C-JVM 1986     |
| ---------- | -------------- |
| 17.        | Frankrike      |
| 18.        | Danmark        |
| 19.        | Storbritannien |
| 20.        | Kina           |
| 21.        | Ungern         |
| 22.        | Belgien        |

## A-JVM

### Spelordning
Turneringen avgjordes genom att lagen spelade en serie där alla lagen mötte alla. Det lag som efter sju omgångar placerade sig på första plats i tabellen utropades till juniorvärldsmästare i ishockey. Alla lag spelade sju matcher, där vinst gav två poäng, oavgjord en poäng och där inbördes möte gällde innan man delade på lag genom målskillnad i tabellen.
Matcherna spelades i Kanada, i provinsen Ontario, i städerna Hamilton, London, Ontario, Toronto Kitchener, Ontario och Brantford.

### Spelresultat
| Datum            | Match                          | Res.   | Period      |
| ---------------- | ------------------------------ | ------ | ----------- |
| 26 december 1985 | Kanada - Schweiz               | 12 - 1 | 3-0,3-1,6-0 |
| 26 december 1985 | Tjeckoslovakien - Västtyskland | 9 - 3  | 1-2,6-0,2-1 |
| 26 december 1985 | Sovjetunionen - USA            | 7 - 3  | 2-1,3-2,2-0 |
| 26 december 1985 | Sverige - Finland              | 2 - 0  | 0-0,1-0,1-0 |
| 27 december 1985 | USA - Tjeckoslovakien          | 5 - 2  | 3-0,2-1,0-1 |
| 27 december 1985 | Kanada - Västtyskland          | 18 - 2 | 7-0,5-2,6-0 |
| 27 december 1985 | Sovjetunionen - Sverige        | 6 - 1  | 1-1,2-0,3-0 |
| 27 december 1985 | Finland - Schweiz              | 9 - 2  | 4-1,2-0,3-1 |
| 29 december 1985 | Sovjetunionen - Schweiz        | 7 - 3  | 3-2,2-0,2-1 |
| 29 december 1985 | Kanada - USA                   | 5 - 2  | 1-1,2-1,2-0 |
| 29 december 1985 | Sverige - Tjeckoslovakien      | 3 - 2  | 1-1,0-0,2-1 |
| 29 december 1985 | Finland - Västtyskland         | 7 - 2  | 0-2,4-0,    |
| 30 december 1985 | Finland - USA                  | 7 - 5  | 2-3,4-1,1-1 |
| 30 december 1985 | Kanada - Sverige               | 9 - 2  | 4-0,2-1,3-1 |

| Datum            | Match                           | Res.   | Period        |
| ---------------- | ------------------------------- | ------ | ------------- |
| 30 december 1985 | Sovjetunionen - Västtyskland    | 10 - 0 | 3-0,3-0,4-0   |
| 30 december 1985 | Tjeckoslovakien - Schweiz       | 7 - 2  | 1-0,3-1,3-1   |
| 1 januari 1986   | USA - Västtyskland              | 4 - 1  | 1-0,3-0,0-1   |
| 1 januari 1986   | Kanada - Finland                | 6 - 5  | 1-1,4-3,1-1   |
| 1 januari 1986   | Sovjetunionen - Tjeckoslovakien | 4 - 3  | 2-0,2-2,0-1   |
| 1 januari 1986   | Sverige - Schweiz               | 7 - 1  | 2-0,1-1,4-0   |
| 2 januari 1986   | Tjeckoslovakien - Finland       | 2 - 0  | 0-0, 1-0, 1-0 |
| 2 januari 1986   | Kanada - Sovjetunionen          | 1 - 4  | 1-1,0-1,0-2   |
| 2 januari 1986   | Sverige - Västtyskland          | 10 - 0 | 3-0,1-0,6-0   |
| 2 januari 1986   | USA - Schweiz                   | 11 - 3 | 4-0,5-2,2-1   |
| 4 januari 1986   | USA - Sverige                   | 5 - 1  | 4-0,0-0,1-1   |
| 4 januari 1986   | Schweiz - Västtyskland          | 7 - 1  | 1-1,4-0,2-0   |
| 4 januari 1986   | Kanada - Tjeckoslovakien        | 3 - 5  | 1-2,0-1,2-2   |
| 4 januari 1986   | Finland - Sovjetunionen         | 3 - 4  | 2-0,1-2,0-2   |

| JVM 1986 | JVM 1986        | Matcher | Vunna | Oavgj. | Förl. | Mål   | Poäng |
| -------- | --------------- | ------- | ----- | ------ | ----- | ----- | ----- |
| Guld     | Sovjetunionen   | 7       | 7     | 0      | 0     | 41-14 | 14    |
| Silver   | Kanada          | 7       | 5     | 0      | 2     | 54-21 | 10    |
| Brons    | USA             | 7       | 4     | 0      | 3     | 35-26 | 8     |
| 4.       | Sverige         | 7       | 4     | 0      | 3     | 26-23 | 8     |
| 5.       | Tjeckoslovakien | 7       | 4     | 0      | 3     | 30-20 | 8     |
| 6.       | Finland         | 7       | 3     | 0      | 4     | 31-22 | 6     |
| 7.       | Schweiz         | 7       | 1     | 0      | 6     | 19-54 | 2     |
| 8.       | Västtyskland    | 7       | 0     | 0      | 7     | 9-65  | 0     |
Västtyskland flyttades ned till B-Gruppen inför JVM 1987.
I kampen om bronset var tre lag indragna och slutställningen de tre lagen emallan blev:
| Bronsmedaljer | Bronsmedaljer   | Matcher | Vunna | Oavgj. | Förl. | Mål    | Poäng |
| ------------- | --------------- | ------- | ----- | ------ | ----- | ------ | ----- |
| Brons         | USA             | 2       | 2     | 0      | 0     | 10 - 3 | 4     |
| 4.            | Sverige         | 2       | 1     | 0      | 1     | 4-7    | 2     |
| 5.            | Tjeckoslovakien | 2       | 0     | 0      | 2     | 4-8    | 0     |

### Skytteliga
| Spelare           | Land            | GP | G | A  | Pts |
| ----------------- | --------------- | -- | - | -- | --- |
| Shaine Corson     | Kanada          |    | 7 | 7  | 14  |
| Joe Murphy        | Kanada          |    | 4 | 10 | 14  |
| Valerij Kamenskij | Sovjetunionen   |    | 7 | 6  | 13  |
| Jim Sandlak       | Kanada          |    | 5 | 7  | 12  |
| Radek Toupal      | Tjeckoslovakien |    | 5 | 7  | 12  |
| Joe Nieuwendyk    | Kanada          |    | 5 | 7  | 12  |
| Steve Leach       | USA             |    | 6 | 5  | 11  |
| Jirí Kucera       | Tjeckoslovakien |    | 5 | 5  | 10  |
| Michal Pivonka    | Tjeckoslovakien |    | 5 | 5  | 10  |
| Igor Viazmykin    | Sovjetunionen   |    | 6 | 3  | 9   |

### Utnämningar

#### All-star lag
- Målvakt:  Evgueni Belosheïkin
- Backar:  Sylvain Coté,  Mikhail Tatarinov
- Forwards:  Shayne Corson,  Michal Pivonka,  Igor Vyazmikin

#### IIHFval av bäste spelare
- Målvakt:  Evgueni Belosheïkin
- Back:  Mikhaïl Tatarinov
- Forward:  Jim Sandlak

### Spelartrupper

#### Sverige
- Målvakter: Hans-Göran Elo, Sam Lindståhl
- Backar: Tony Barthelsson, Christian Due-Boje, Stefan Johansson, Roger Johansson, Calle Johansson, Fredrik Olausson, Fredrik Stillman, Roger Öhman
- Forwards: Mikael Andersson, Thomas Bjuhr, Robert Burakovsky, Ulf Dahlén, Pär Edlund, Stefan Falk, Mikael Johansson, Anders Lindström, Mats-Åke Lundström, Joakim Pehrson

## B-JVM
JVM 1985 Grupp B spelades i Klagenfurt, Österrike, och vanns av Polen, som flyttades upp i Grupp A inför kommande JVM. Bulgarien slutade sist i tabellen och flyttades ned i C-gruppen inför nästa års JVM.
Ner till B-gruppen flyttades Västtyskland inför JVM 1986 och Frankrike flyttades upp från C-gruppen.

### Slutresultat
| JVM 1985 - Grupp B | JVM 1985 - Grupp B |
| ------------------ | ------------------ |
| 1.                 | Polen              |
| 2.                 | Norge              |
| 3.                 | Österrike          |
| 4.                 | Rumänien           |
| 5.                 | Japan              |
| 6.                 | Nederländerna      |
| 7.                 | Italien            |
| 8.                 | Bulgarien          |

### Spelform
De åtta lagen spelade en enkelserie där alla lagen mötte alla. Det lag som efter sju omgångar placerade sig på första plats i tabellen flyttades upp till Grupp A inför JVM i ishockey 1986. Alla lag spelade sju matcher, där vinst gav två poäng, oavgjord en poäng och där inbördes möte gällde innan man delade på lag genom målskillnad i tabellen. Laget som slutade sist i tabellen flyttades ned till Grupp C inför JVM 1986.

### Spelresultat
| Datum | Match                     | Res.   | Periodres. |
| ----- | ------------------------- | ------ | ---------- |
|       | Polen - Bulgarien         | 6 - 0  |            |
|       | Norge - Italien           | 4 - 3  |            |
|       | Österrike - Nederländerna | 8 - 0  |            |
|       | Rumänien - Japan          | 7 - 5  |            |
|       | Polen - Italien           | 9 - 2  |            |
|       | Norge - Japan             | 8 - 0  |            |
|       | Österrike - Rumänien      | 4 - 3  |            |
|       | Nederländerna - Bulgarien | 7 - 1  |            |
|       | Polen - Nederländerna     | 8 - 9  |            |
|       | Norge - Österrike         | 10 - 6 |            |
|       | Rumänien - Bulgarien      | 6 - 2  |            |
|       | Japan - Italien           | 7 - 2  |            |
|       | Polen - Japan             | 3 - 0  |            |
|       | Norge - Bulgarien         | 13 - 1 |            |

| Datum | Match                    | Res.   | Periodres. |
| ----- | ------------------------ | ------ | ---------- |
|       | Österrike - Italien      | 9 - 3  |            |
|       | Rumänien - Nederländerna | 6 - 5  |            |
|       | Polen - Rumänien         | 4 - 2  |            |
|       | Norge - Nederländerna    | 8 - 0  |            |
|       | Österrike - Japan        | 6 - 5  |            |
|       | Italien - Bulgarien      | 10 - 3 |            |
|       | Polen - Österrike        | 12 - 1 |            |
|       | Norge - Rumänien         | 4 - 4  |            |
|       | Italien - Nederländerna  | 2 - 4  |            |
|       | Polen - Norge            | 4 - 3  |            |
|       | Österrike - Bulgarien    | 8 - 2  |            |
|       | Rumänien - Italien       | 4 - 4  |            |
|       | Japan - Nederländerna    | 6 - 5  |            |
|       | Japan - Bulgarien        | 12 - 0 |            |

### Slutresultat
| P  | Lag           | S | V | O | F | Mål   | Poäng |
| -- | ------------- | - | - | - | - | ----- | ----- |
| 1. | Polen         | 7 | 7 | 0 | 0 | 46-17 | 14    |
| 2. | Norge         | 7 | 5 | 1 | 1 | 54-18 | 11    |
| 3. | Österrike     | 7 | 5 | 0 | 2 | 42-35 | 10    |
| 4. | Rumänien      | 7 | 3 | 2 | 2 | 32-28 | 8     |
| 5. | Japan         | 7 | 3 | 0 | 4 | 35-31 | 6     |
| 6. | Nederländerna | 7 | 2 | 0 | 5 | 30-43 | 4     |
| 7. | Italien       | 7 | 1 | 1 | 5 | 26-40 | 3     |
| 8. | Bulgarien     | 7 | 0 | 0 | 7 | 9-62  | 0     |

## Grupp C
JVM 1985 Grupp C spelades i Bryssel, Belgien, och vanns av Bulgarien, som flyttades upp i Grupp B inför kommande JVM.

### Slutresultat
| JVM 1985 - Grupp C | JVM 1985 - Grupp C |
| ------------------ | ------------------ |
| 1.                 | Frankrike          |
| 2.                 | Danmark            |
| 3.                 | Storbritannien     |
| 4.                 | Kina               |
| 5.                 | Ungern             |
| 6.                 | Belgien            |

### Spelform
De sex lagen spelade en enkelserie där alla lagen mötte alla. Det lag som efter fem omgångar placerade sig på första plats i tabellen flyttades upp till Grupp B inför JVM i ishockey 1987. Alla lag spelade fem matcher, där vinst gav två poäng, oavgjord en poäng och där inbördes möte gällde innan man delade på lag genom målskillnad i tabellen. 

### Spelresultat
| Lag            | Fra. | Dan. | S.B. | Kina | Ung. | Bel. |
| -------------- | ---- | ---- | ---- | ---- | ---- | ---- |
| Frankrike      |      | 4–4  | 14–2 | 11–4 | 10–2 | 13–1 |
| Danmark        | 4–4  |      | 10–4 | 4–2  | 7–2  | 4–4  |
| Storbritannien | 2–14 | 4–10 |      | 6–4  | 4–2  | 4–2  |
| Kina           | 4–11 | 2–4  | 4–6  |      | 6–4  | 7–2  |
| Ungern         | 2–10 | 2–7  | 2–4  | 4–6  |      | 6–5  |
| Belgien        | 1–13 | 4–4  | 2–4  | 2–7  | 5–6  |      |

### Slutresultat
| P  | Lag            | S | V | O | F | Mål   | Poäng |
| -- | -------------- | - | - | - | - | ----- | ----- |
| 1. | Frankrike      | 5 | 4 | 1 | 0 | 51-13 | 9     |
| 2. | Danmark        | 5 | 3 | 2 | 0 | 28-16 | 8     |
| 3. | Storbritannien | 5 | 3 | 0 | 2 | 20-31 | 6     |
| 4. | Kina           | 5 | 3 | 0 | 2 | 23-27 | 6     |
| 5. | Ungern         | 5 | 1 | 0 | 4 | 16-31 | 2     |
| 6. | Spanien        | 5 | 0 | 1 | 4 | 14-34 | 1     |